# Registre de Museus de Catalunya
El Registre de Museus de Catalunya és el catàleg oficial de tots els museus del país. És un inventari dinàmic que es va actualitzant constantment, i pertoca al Departament de Cultura de la Generalitat de Catalunya de donar-lo a conèixer. Es va crear el 1990 per desplegament de la Llei de Museus de Catalunya.
Només s'hi poden inscriure les institucions que compleixen les condicions establertes per la Llei de Museus i per les normes que la desenvolupen. Abans de la inscripció, cal fer la inspecció de les instal·lacions a fi de comprovar el compliment de la normativa corresponent. A aquests efectes el Departament de Cultura ho ha de comunicar a l'ajuntament de la població on el museu tingui la seva seu. La inscripció d'un museu en el Registre es fa per resolució del Conseller de Cultura i es publica al Diari Oficial de la Generalitat de Catalunya. Als museus inscrits en el Registre, els és lliurada l'acreditació de la inscripció. Les qüestions relatives al Registre de Museus de Catalunya i a les condicions i la forma de la inscripció en aquest s'han de determinar per reglament corresponent. Formar part del registre és requisit indispensable per demanar ajuts financers a la Generalitat.

## Llista de museus registrats
| Número de registre | Museu                                                                | Municipi                  | Visitants (2019) |
| ------------------ | -------------------------------------------------------------------- | ------------------------- | ---------------- |
| 1                  | Museu de Granollers                                                  | Granollers                | 40.086           |
| 2                  | Museu de les Terres de l'Ebre                                        | Amposta                   | 20.730           |
| 3                  | Museu Etnològic del Montseny. La Gabella                             | Arbúcies                  | 19.010           |
| 4                  | Vinseum. Museu de les Cultures del Vi de Catalunya                   | Vilafranca del Penedès    | 32.859           |
| 5                  | Museu d'Art Modern de Tarragona                                      | Tarragona                 | 37.783           |
| 6                  | Museu de Gavà                                                        | Gavà                      | 43.461           |
| 7                  | Can Quintana. Museu de la Mediterrània                               | Torroella de Montgrí      | 39.121           |
| 8                  | Fundació Joan Miró                                                   | Barcelona                 | 366.581          |
| 9                  | Museu d'Art de Girona                                                | Girona                    | 22.631           |
| 10                 | Museu de l'Estampació de Premià de Mar                               | Premià de Mar             | 6.084            |
| 11                 | Museu Arqueològic Comarcal de Banyoles                               | Banyoles                  | 26.712           |
| 12                 | Museu Picasso                                                        | Barcelona                 | 1.073.718        |
| 13                 | Museu de Ciències Naturals de Barcelona                              | Barcelona                 | 246.687          |
| 16                 | Museu de la Pell d'Igualada i Comarcal de l'Anoia                    | Igualada                  | 17.285           |
| 17                 | Museu Comarcal de la Conca de Barberà                                | Montblanc                 | 9.773            |
| 18                 | Museu de la Garrotxa                                                 | Olot                      | 62.734           |
| 19                 | Museu de Reus Salvador Vilaseca                                      | Reus                      | 27.203           |
| 20                 | Museu Diocesà i Comarcal de Solsona                                  | Solsona                   | 4.772            |
| 21                 | Museu de la Música                                                   | Barcelona                 | 42.867           |
| 22                 | Museu Frederic Marès                                                 | Barcelona                 | 50.828           |
| 23                 | Museu del Càntir d'Argentona                                         | Argentona                 | 12.728           |
| 24                 | Museu de Terrassa                                                    | Terrassa                  | 46.994           |
| 25                 | Museu de Valls                                                       | Valls                     | 4.704            |
| 26                 | Museu d'Història de Sabadell                                         | Sabadell                  | 15.922           |
| 27                 | Museu d'Art de Sabadell                                              | Sabadell                  | 15.991           |
| 29                 | Museu Arxiu Municipal de Calella Josep M. Codina i Bagué             | Calella                   | 5.409            |
| 30                 | Museu Molí Paperer de Capellades                                     | Capellades                | 23.770           |
| 31                 | Museu de l'Empordà                                                   | Figueres                  | 16.784           |
| 32                 | Teatre-Museu Dalí                                                    | Figueres                  | 1.365.000        |
| 33                 | Museu Comarcal de Manresa                                            | Manresa                   | 6.052            |
| 34                 | Museu de Mataró                                                      | Mataró                    | 29.836           |
| 35                 | Museu del Suro de Palafrugell                                        | Palafrugell               | 42.738           |
| 36                 | Museu d'Història de la Ciutat de Barcelona                           | Barcelona                 | 927.243          |
| 38                 | Museu Municipal Josep Aragay                                         | Breda                     | 4.444            |
| 39                 | Museu Diocesà d'Urgell                                               | La Seu d'Urgell           | -                |
| 40                 | Museu del Cau Ferrat                                                 | Sitges                    | 19.738           |
| 41                 | Museu Diocesà de Tarragona                                           | Tarragona                 | 117.133          |
| 42                 | Centre de Documentació i Museu Tèxtil de Terrassa                    | Terrassa                  | 8.015            |
| 43                 | Museu Marítim de Barcelona                                           | Barcelona                 | 267.701          |
| 45                 | Museu Geològic del Seminari de Barcelona                             | Barcelona                 | -                |
| 46                 | Museu Monestir de Pedralbes                                          | Barcelona                 | 83.552           |
| 49                 | Musèu dera Val d'Aran                                                | Vielha e Mijaran          | 15.511           |
| 50                 | Museu d'Història de Girona                                           | Girona                    | 35.307           |
| 51                 | Museu d'Art Jaume Morera                                             | Lleida                    | 7.310            |
| 53                 | Museu Municipal de Llívia                                            | Llívia                    | 12.872           |
| 54                 | Museu Darder. Espai d'Interpretació de l'Estany                      | Banyoles                  | 13.696           |
| 55                 | Museu del Joguet de Catalunya                                        | Figueres                  | 47.375           |
| 56                 | Museu d'Història de la Ciutat                                        | Sant Feliu de Guíxols     | 27.088           |
| 57                 | Museu Episcopal de Vic                                               | Vic                       | 32.894           |
| 58                 | Museu Romàntic Can Papiol                                            | Vilanova i la Geltrú      | 7.281            |
| 61                 | Museu de la Ciència i de la Tècnica de Catalunya                     | Terrassa                  | 138.557          |
| 63                 | Museu d'Arenys de Mar                                                | Arenys de Mar             | 6.471            |
| 66                 | Museu Torre Balldovina                                               | Santa Coloma de Gramenet  | 18.289           |
| 67                 | Museu de Montserrat                                                  | Monistrol de Montserrat   | 118.010          |
| 69                 | Museu Comarcal de Berga                                              | Berga                     | 18.754           |
| 70                 | Museu Nacional d'Art de Catalunya                                    | Barcelona                 | 470.986          |
| 71                 | Museu-Arxiu Tomàs Balvey                                             | Cardedeu                  | 7.730            |
| 72                 | Museu Comarcal de Cervera                                            | Cervera                   | 11.162           |
| 73                 | Museu de la Vida Rural                                               | L'Espluga de Francolí     | 18.433           |
| 74                 | Tresor de la Catedral de Girona                                      | Girona                    | -                |
| 77                 | Museu de l'Hospitalet                                                | L'Hospitalet de Llobregat | 25.120           |
| 78                 | Museu Etnogràfic de Ripoll. Antic Museu Folklòric Parroquial         | Ripoll                    | 20.473           |
| 79                 | Museu del Futbol Club Barcelona                                      | Barcelona                 | 1.731.227        |
| 80                 | Museu Comarcal de l'Urgell                                           | Tàrrega                   | 6.982            |
| 81                 | Biblioteca-Museu Víctor Balaguer                                     | Vilanova i la Geltrú      | 17.275           |
| 82                 | Thermalia. Museu de Caldes de Montbui                                | Caldes de Montbui         | 19.278           |
| 84                 | Museu d'Alcover                                                      | Alcover                   | 5.162            |
| 87                 | Museu del Mar de Lloret de Mar                                       | Lloret de Mar             | 143.654          |
| 92                 | Museu Municipal de Nàutica del Masnou                                | El Masnou                 | 2.936            |
| 93                 | Museu de l'Institut Botànic de Barcelona                             | Barcelona                 | -                |
| 96                 | Museu de l'Institut Català de Paleontologia Miquel Crusafont         | Sabadell                  | 21.042           |
| 97                 | Museu Maricel                                                        | Sitges                    | 43.526           |
| 98                 | Museu Romàntic Can Llopis                                            | Sitges                    | -                |
| 101                | Museu d'Història de Cambrils                                         | Cambrils                  | 16.784           |
| 102                | Museu de Badalona                                                    | Badalona                  | 79.413           |
| 103                | Museu de la Noguera                                                  | Balaguer                  | 9.502            |
| 104                | Museu d'Arqueologia de Catalunya                                     | Barcelona                 | 275.532          |
| 108                | Museu Etnològic de Barcelona                                         | Barcelona                 | 54.067           |
| 114                | Museu del Ferrocarril de Catalunya                                   | Vilanova i la Geltrú      | 36.658           |
| 116                | Fundació Antoni Tàpies                                               | Barcelona                 | 44.290           |
| 119                | Museu Arxiu de Santa Maria                                           | Mataró                    | -                |
| 125                | Terracotta Museu de Terrissa i Ceràmica Industrial de la Bisbal      | La Bisbal d'Empordà       | 11.749           |
| 126                | Museu de les Mines de Cercs                                          | Cercs                     | 24.147           |
| 129                | Ecomuseu de les Valls d'Àneu                                         | Esterri d'Àneu            | 5.793            |
| 132                | Museu de la Conca dellà                                              | Isona i Conca Dellà       | 13.551           |
| 134                | Museu Municipal de Tossa de Mar                                      | Tossa de Mar              | -                |
| 136                | l'Enrajolada, Casa Museu Santacana                                   | Martorell                 | 6.475            |
| 137                | Museu Municipal Vicenç Ros                                           | Martorell                 | 5.158            |
| 140                | El Cau de la Costa Brava-Museu de la Pesca                           | Palamós                   | 44.622           |
| 144                | Museu del Disseny de Barcelona                                       | Barcelona                 | 154.522          |
| 145                | Museu d'Art Contemporani de Barcelona                                | Barcelona                 | 357.029          |
| 149                | Museu Municipal de la Pagesia                                        | Castellbisbal             | 5.118            |
| 152                | Museu d'Història de Catalunya                                        | Barcelona                 | 148.784          |
| 156                | Museu Deu                                                            | El Vendrell               | 11.191           |
| 158                | Museu Municipal de Montmeló                                          | Montmeló                  | 662              |
| 161                | Museu de Lleida: Diocesà i Comarcal                                  | Lleida                    | 13.324           |
| 162                | Museu Municipal Joan Abelló                                          | Mollet del Vallès         | 7.944            |
| 163                | Museu del Cinema. Col·lecció Tomàs Mallol                            | Girona                    | -                |
| 164                | Museu de Premià de Dalt                                              | Premià de Dalt            | 2.260            |
| 165                | Museu de Ceràmica Popular                                            | L'Ametlla de Mar          | -                |
| 171                | Vil·la Casals-Museu Pau Casals                                       | El Vendrell               | -                |
| 173                | Ecomuseu-Farinera de Castelló d'Empúries                             | Castelló d'Empúries       | 12.580           |
| 174                | Museu del Ter                                                        | Manlleu                   | 19.907           |
| 175                | Casa Museu Verdaguer                                                 | Folgueroles               | 3.977            |
| 176                | Fundació Palau. Centre d'Art                                         | Caldes d'Estrac           | 8.059            |
| 177                | Museu de l'Anxova i de la Sal                                        | l'Escala                  | 12.669           |
| 178                | Museu dels Sants d'Olot                                              | Olot                      | 5.592            |
| 179                | Museu i Poblat Ibèric de Ca N'Oliver. Museu d'Història de Cerdanyola | Cerdanyola del Vallès     | 17.928           |
| 180                | Museu d'Art de Cerdanyola. Can Domènech                              | Cerdanyola del Vallès     | -                |
| 182                | Museu d'Història dels Jueus                                          | Girona                    | 80.624           |
| 184                | Museu d'Història de la Immigració de Catalunya                       | Sant Adrià de Besòs       | 8.237            |
| 185                | Museu de Tortosa. Històric i Arqueològic de les Terres de l'Ebre     | Tortosa                   | 13.616           |
| 187                | Fundació Apel·les Fenosa                                             | El Vendrell               | 6.309            |

## Museus per comarca
| Comarca             | Museus | Col·leccions | Total |
| ------------------- | ------ | ------------ | ----- |
| Alt Camp            | 1      | 7            | 8     |
| Alt Empordà         | 8      | 15           | 23    |
| Alt Penedès         | 2      | 6            | 8     |
| Alt Urgell          | 1      | 13           | 14    |
| Alta Ribagorça      | 0      | 2            | 2     |
| Anoia               | 3      | 6            | 9     |
| Bages               | 3      | 20           | 23    |
| Baix Camp           | 7      | 6            | 13    |
| Baix Ebre           | 1      | 10           | 11    |
| Baix Empordà        | 8      | 13           | 21    |
| Baix Llobregat      | 8      | 16           | 24    |
| Baix Penedès        | 2      | 8            | 10    |
| Barcelonès          | 31     | 57           | 88    |
| Berguedà            | 3      | 6            | 9     |
| Cerdanya            | 2      | 3            | 5     |
| Conca de Barberà    | 5      | 9            | 14    |
| Garraf              | 6      | 4            | 10    |
| Garrigues           | 0      | 9            | 9     |
| Garrotxa            | 3      | 5            | 8     |
| Gironès             | 7      | 5            | 12    |
| Maresme             | 12     | 14           | 26    |
| Montsià             | 3      | 9            | 12    |
| Noguera             | 1      | 4            | 5     |
| Osona               | 4      | 17           | 21    |
| Pallars Jussà       | 1      | 5            | 6     |
| Pallars Sobirà      | 1      | 5            | 6     |
| Pla d'Urgell        | 0      | 3            | 3     |
| Pla de l'Estany     | 3      | 4            | 7     |
| Priorat             | 0      | 6            | 6     |
| Ribera d'Ebre       | 0      | 3            | 3     |
| Ripollès            | 2      | 12           | 14    |
| Segarra             | 2      | 4            | 6     |
| Segrià              | 2      | 7            | 9     |
| Selva               | 5      | 9            | 14    |
| Solsonès            | 1      | 3            | 4     |
| Tarragonès          | 6      | 13           | 19    |
| Terra Alta          | 0      | 13           | 13    |
| Urgell              | 1      | 12           | 13    |
| Val d'Aran          | 5      | 2            | 7     |
| Vallès Occidental   | 13     | 14           | 27    |
| Vallès Oriental     | 9      | 8            | 17    |
| Catalunya           | 171    | 388          | 559   |
| Metropolità         | 73     | 109          | 182   |
| Comarques Gironines | 36     | 63           | 99    |
| Camp de Tarragona   | 19     | 41           | 60    |
| Terres de l'Ebre    | 4      | 35           | 39    |
| Ponent              | 6      | 39           | 45    |
| Comarques Centrals  | 10     | 47           | 57    |
| Alt Pirineu i Aran  | 10     | 30           | 40    |
| Penedès             | 13     | 24           | 37    |